# Anna Dolińska
Anna Dolińska (ur. 2 października 1909 w Wilnie, zm. 23 kwietnia 2005 w Gorzowie) – polska „Sprawiedliwa wśród Narodów Świata”.

## Życiorys

### Młodzieńcze lata
Ojcem Anny był Adam Wiślański Seidler, aktor wileński. Matką zaś, Stanisława Koziełł-Poklewska, która wywodziła się z ziemiaństwa kresowego. Miała starszego o osiem lat brata.
Uczęszczała do szkoły polskiej w Wilnie, a potem do państwowego Gimnazjum im. Elizy Orzeszkowej gdzie uzyskała w 1929 r. świadectwo dojrzałości. Szybko wyszła za mąż za Edwarda Dolińskiego, zawodowego oficera i w rok po maturze, już jako mężatka, rozpoczęła studia na Uniwersytecie Stefana Batorego. Uzyskała dyplom magistra filozofii w zakresie filologii klasycznej (1936 r.). Zdążyła popracować trzy lata jako nauczycielka i społecznie – w Białym Krzyżu. Prowadziła prace nad dysertacją doktorską.

### II wojna światowa
W trakcie II wojny światowej zaangażowała się w ruch oporu i pomagała ludności żydowskiej. Jak sama wspominała po latachː 
Po wybuchu wojny, pracując oficjalnie jako trykotarka, rozpoczęłam pracę w tajnym nauczaniu od stycznia 1940 roku, tj. od momentu powstania tajnych kompletów. [...] Z tajną organizacją wojskową miałam kontakty od początku wojny, ale zaprzysiężona zastałam w r. 1941 jako łączniczka ppłka Leona Koplewskiego, komendanta Garnizonu Wilno („Dwór”). Moje mieszkanie (ul. Filarecka 10/2) było wykorzystywane jako punkt spotkań Komendy Garnizonu z Komendą Okręgu („Wiano”). Jako łączniczka „Dworu” brałam udział w operacji OSTRA BRAMA. Po 17 lipca [czyli po przejęciu władzy przez ZSRR] nadal pełniłam obowiązki łączniczki „Dworu”, teraz pod komendą Władysława Zarzyckiego i w jego mieszkaniu, w trakcie pełnienia obowiązków służbowych, zostałam aresztowana 21 XII 1944 r. 
W 1939 wykładała łacinę i j. francuski na tajnych kompletach, później organizowała tajne szkolnictwo w Wilnie, w 1941 wstąpiła do AK, była łączniczką komendanta miasta.
Przyjęła pod swój dach Franciszkę-Wandę Sawicką, której pomógł uprzednio ks. Michał Sopoćko. Choć była dla niej obcą osobą, dbała o wszystkie jej potrzeby, nie oczekując niczego w zamian. Dolińska, działaczka polskiego podziemia, zdobyła dla Sawickiej i jej męża papiery „aryjskie” oraz zaopatrzyła ich w ubrania i inne przydatne przedmioty. Dzięki temu Sawiccy opuścili Wilno i udali się do wsi Onżadowo koło Oszmiany, gdzie mieszkali jako polscy uchodźcy do czasu tereny te zostały wyzwolone przez Armię Czerwoną w lipcu 1944 r.

### Czasy powojenne
Po wojnie Dolińska została aresztowana przez NKWD za przynależność do AK i zesłana na Syberię. Po zwolnieniu przeniosła się na tereny w nowych granicach Polski, gdzie odnowiła kontakt z rodziną Sawickich, którzy przenieśli się do Warszawy. Ona sama osiadła w Gorzowie Wielkopolskim. Należała do założycieli periodyku "Stilon Gorzowski". Z gorzowskim Klubem Inteligencji Katolickiej związała się jeszcze przed jego rejestracją, w roku 1976. Była zawsze w jego zarządzie. Należała także do członków założycieli Towarzystwa Pomocy im. Brata Alberta w Gorzowie.
Anna Dolińska jest pochowana na Cmentarzu Komunalnym w Gorzowie Wielkopolskim (sektorː 38B, rządː 21, nr grobuː 3).
11 lutego 1999 r. Instytut Jad Waszem uhonorował Annę Dolińską medalem „Sprawiedliwy wśród Narodów Świata”.